# Moisés Alves do Río
Moisés Alves do Río (n Río de Janeiro el 27 de junio de 1913 - Ibídem,18 de mayo de 2000) conocido simplemente como «Moisés» fue un futbolista brasileño que se desempeñaba en la posición de defensor central. 
Surgido de las inferiores del Flamengo, hizo su debut en el año 1931 frente al Carioca en lo que fue una victoria de su equipo por 1 a 0. Disputó un total de 63 partidos con el conjunto «carioca».
Es mayormente conocido en Argentina por formar parte del Club Atlético Boca Juniors durante la década del 30. Integró las filas del conjunto «xeneize» y se consagró campeón del campeonato de la Primera División de Argentina en su ediciones de 1934 y 1935. Integró una dupla defensiva junto con su compatriota Felipe Jorge Bibí en el torneo de 1934 y con su también compatriota Domingos Antônio da Guia en el de 1935. 
Se fue de Boca luego de conquistar el bicampeonato, sumando así un total de 43 partidos con el conjunto de la ribera.
Regresó a su país natal en 1937 para formar parte de las filas de Fluminense en donde se consagró campeón cuatro veces del Campeonato Carioca.

## Biografía
Surgido del club Flamengo, debutó en el año 1931. Permaneció en aquel club durante cuatro años sumando un total de 63 partidos disputados en una época de transición para el fútbol de Brasil, ya que se estaba trasladando hacia el denominado profesionalismo, algo que en Argentina ya estaba consumado un par de años antes.
Pasó al fútbol argentino en una época en donde los futbolistas brasileros emigraban a Argentina. llegó junto con dos compatriotas suyos, Domingos Antônio da Guia y Felipe Jorge Bibí. Formó parte de Boca Juniors, logrando el bicampeonato al conseguir los campeonatos de 1934 y 1935.
Se retiró del fútbol en 1941, siendo su último club el Fluminense. Allí obtuvo un total de cuatro títulos de Campeonato Carioca. 

## Clubes
| Club         |           | Año       |
| ------------ | --------- | --------- |
| Flamengo     | Brasil    | 1931-1934 |
| Boca Juniors | Argentina | 1934-1935 |
| Fluminense   | Brasil    | 1937-1941 |

## Palmarés

### Campeonatos nacionales
| Título             | Club       | País   | Año  |
| ------------------ | ---------- | ------ | ---- |
| Campeonato Carioca | Fluminense | Brasil | 1937 |
| Campeonato Carioca | Fluminense | Brasil | 1938 |
| Campeonato Carioca | Fluminense | Brasil | 1940 |
| Campeonato Carioca | Fluminense | Brasil | 1941 |

| Título           | Club         | País      | Año  |
| ---------------- | ------------ | --------- | ---- |
| Primera División | Boca Juniors | Argentina | 1934 |
| Primera División | Boca Juniors | Argentina | 1935 |